# Poiana Gruii
Poiana Gruii – wieś w Rumunii, w okręgu Mehedinți, w gminie Gruia. W 2011 roku liczyła 189 mieszkańców.